# Šport u 1998.
◄◄ | ◄ | 1995. | 1996. | 1997. | 1998.  | 1999. | 2000. | 2001. | ► | ►►
Arhitektura • Astronautika • Astronomija • Biologija • Film • Fotografija • Glazba • Kazalište • Kemija • Kiparstvo • Knjige • Književnost • Kršćanstvo • Meteorologija • Medicina • Planinarstvo • Politika • Pravo • Promet • Slikarstvo • Strip • Šport • Televizija • Znanost • Zrakoplovstvo • Željeznički promet
Šport u 1998.

## Svijet

### Natjecanja

#### Svjetska natjecanja
- Od 7. do 18. siječnja – Svjetsko prvenstvo u vaterpolu u Perthu u Australiji: prvak Španjolska
- Od 10. lipnja do 12. srpnja – Svjetsko prvenstvo u nogometu u Francuskoj: prvak Francuska. Hrvatska nogometna reprezentacija osvojila brončanu medalju.
- Od 29. srpnja do 9. rujna – Svjetsko prvenstvo u košarci u Grčkoj: prvak Srbija i Crna Gora

#### Kontinentska natjecanja

##### Europska natjecanja
- Od 29. svibnja do 7. lipnja – Europsko prvenstvo u rukometu u Italiji: prvak Švedska

## Hrvatska i u Hrvata

### Smrti
- 27. srpnja – Zlatko Čajkovski, hrvatski nogometaš (* 1923.)

## Vanjske poveznice
|  | Zajednički poslužitelj ima još gradiva o temi Šport u 1998. |